# هنری مریک لاوسون
هنری مریک لاوسون (انگلیسی: Henry Merrick Lawson; ۳۰ january ۱۸۵۹ – ۲ نوامبر ۱۹۳۳ (۷۴ ساله)) فرد نظامی اهل پادشاهی متحد بریتانیای کبیر و ایرلند بود. وی همچنین برندهٔ جوایزی همچون نشان حمام شده‌است.